# 962
962 (CMLXII) fue un año común comenzado en miércoles del calendario juliano, en vigor en aquella fecha.

## Acontecimientos
- 2 de febrero - Sacro Imperio Romano Germánico: El papa Juan XII consagra emperador a Otón I en Roma, considerándose este hecho el principio del Imperio.

## Nacimientos
- Eduardo el Mártir, rey de Inglaterra.

## Fallecimientos
- 1 de enero - Balduino III de Flandes.
- 14 de octubre - Gerloc (Adela de Normandía), noble normanda.
- Indulf, rey de Escocia.